# Meganephria bimaculosa
Meganephria bimaculosa is een vlinder uit de familie van de uilen (Noctuidae). De wetenschappelijke naam werd gepubliceerd in 1767 door Carl Linnaeus.
De soort komt voor in Europa.